# Česminica
Česminica je plaža na otoku Hvaru, u mjestu Sućurju.

## O uvali
Česminica je plaža koja se nalazi na južnoj strani otoka Hvara, u mjestu Sućuraj. Dno plaže je plitko i pješčano, a obala je dijelom šljunčana, a dijelom kamenita. 